# Miltochrista danieli
Miltochrista danieli là một loài bướm đêm thuộc phân họ Arctiinae, họ Erebidae.